# 宁远喜
宁远喜（1970年—），陕西山阳人，汉族，中华人民共和国政治人物、第十二届全国人民代表大会广东地区代表。
毕业于宝鸡文理学院数学系数学教育专业。加入中国共产党。担任广东宝丽华新能源股份有限公司董事长。2008年起担任全国人大代表。2013年，担任全国人大代表。